# Vrigny (Marne)
Pour les articles homonymes, voir Vrigny.
Vrigny est une commune française située dans le département de la Marne, en région Grand Est.

## Géographie

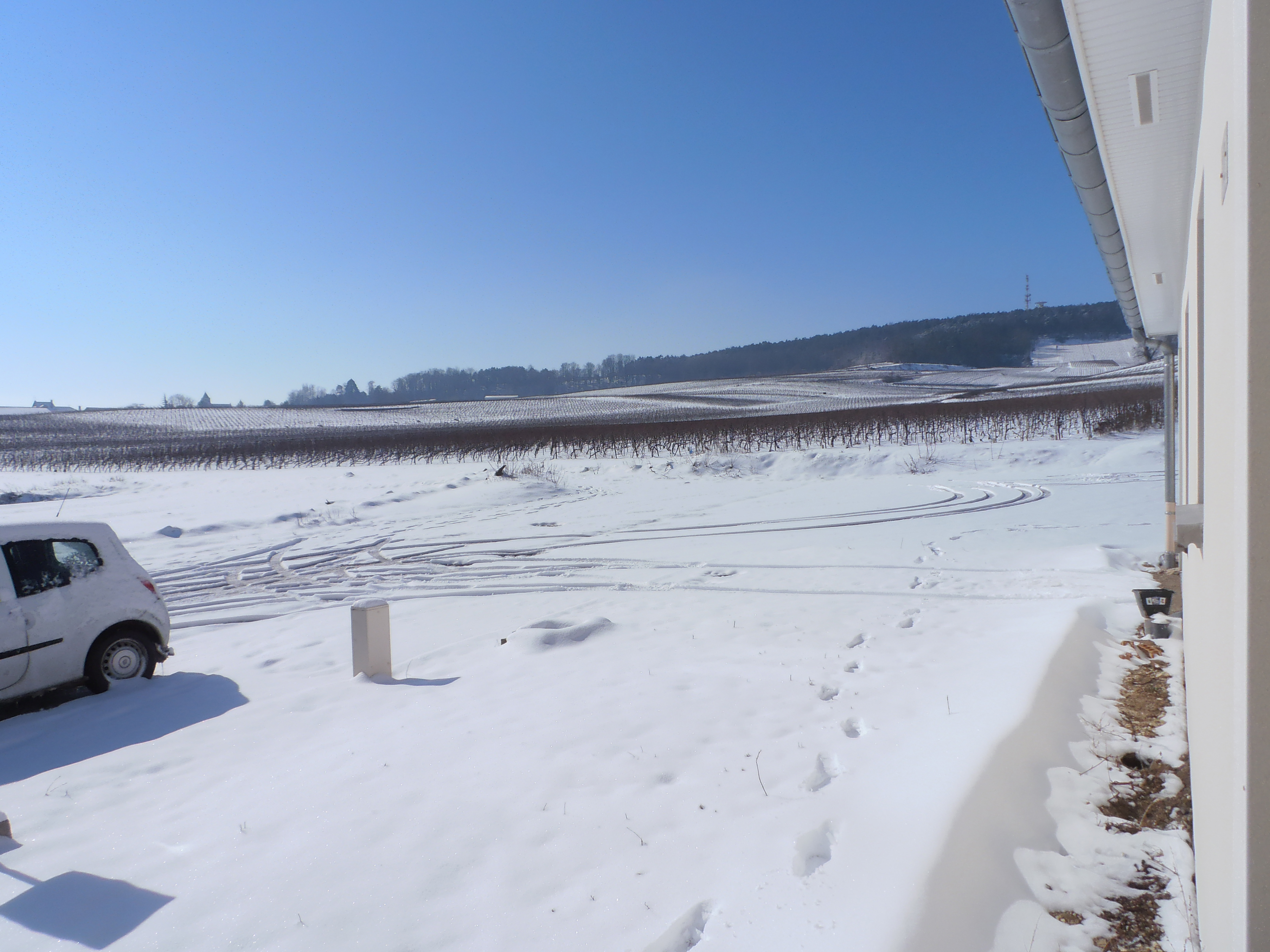
Les vignes en hiver.

Vrigny est située à l'ouest de Reims et au sud de Gueux. La commune se trouve sur le versant nord de la Montagne de Reims. Elle fait d'ailleurs partie du parc naturel régional de la Montagne de Reims. Le village est entouré par le vignoble de Champagne. L'altitude décroît d'ouest en est, de 238 mètres sur le plateau boisé à 92 mètres au nord-est de la commune.
Le village est desservi par la route départementale 26 entre Gueux et Pargny-lès-Reims. Au nord de la commune passe l'autoroute A4. Sur son territoire, on trouve les aires de service de Gueux et Vrigny. La LGV Est européenne traverse également le territoire communal.
|              | Gueux                 | Thillois |
| Méry-Prémecy | Vrigny                | Ormes    |
|              | Coulommes-la-Montagne |          |

### Hydrographie
La commune est dans la région hydrographique « la Seine du confluent de l'Oise (inclus) à l'embouchure » au sein du bassin Seine-Normandie. Elle n'est drainée par aucun cours d'eau,.

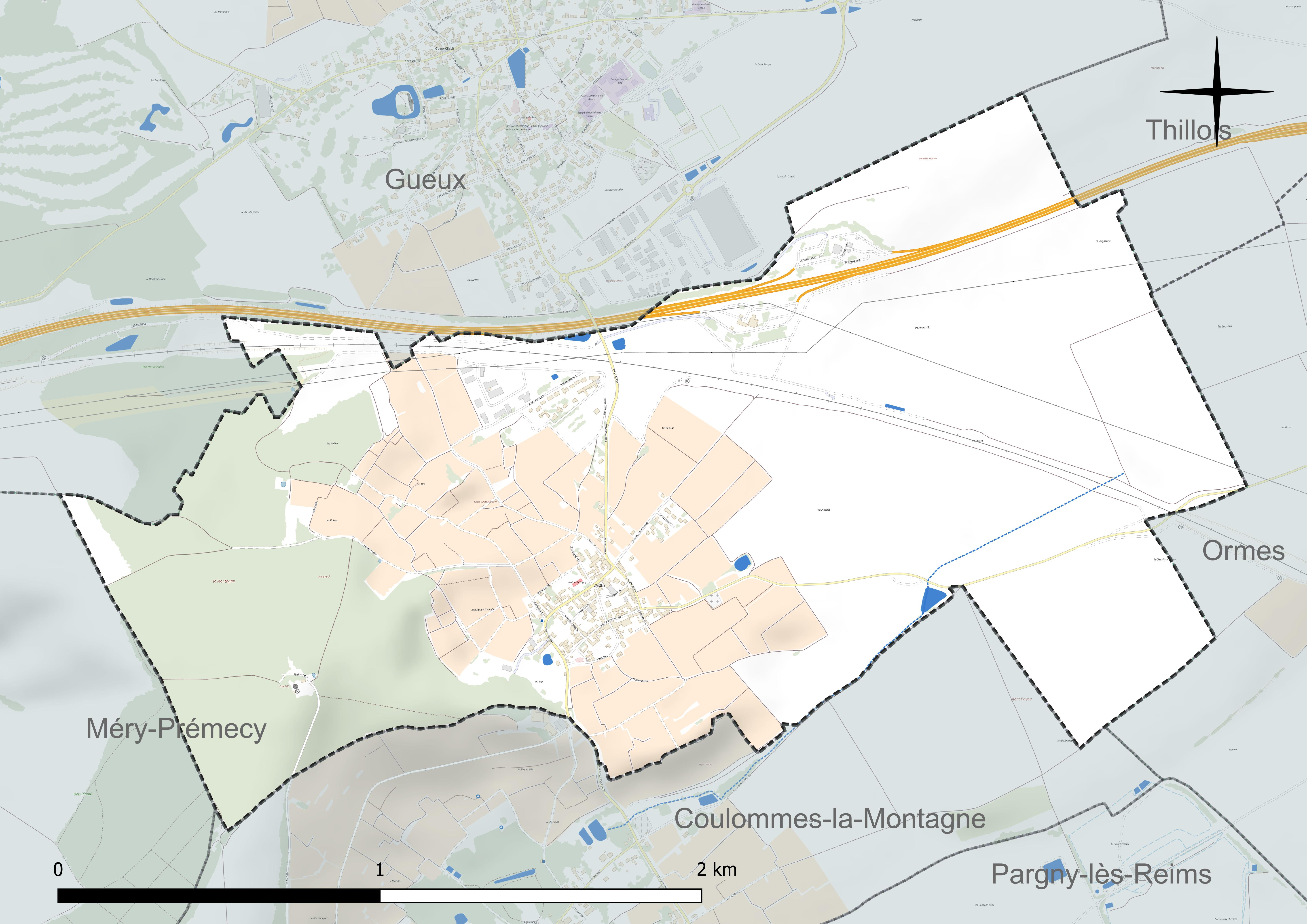
Réseau hydrographique de Vrigny.

### Climat
Pour des articles plus généraux, voir Climat du Grand Est et Climat de la Marne.
En 2010, le climat de la commune est de type climat océanique dégradé des plaines du Centre et du Nord, selon une étude du Centre national de la recherche scientifique s'appuyant sur une série de données couvrant la période 1971-2000. En 2020, Météo-France publie une typologie des climats de la France métropolitaine dans laquelle la commune est exposée à un climat océanique altéré et est dans la région climatique  Nord-est du bassin Parisien, caractérisée par un ensoleillement médiocre, une pluviométrie moyenne régulièrement répartie au cours de l’année et un hiver froid (3 °C). 
Pour la période 1971-2000, la température annuelle moyenne est de 10,7 °C, avec une amplitude thermique annuelle de 15,7 °C. Le cumul annuel moyen de précipitations est de 712 mm, avec 11,8 jours de précipitations en janvier et 7,8 jours en juillet. Pour la période 1991-2020, la température moyenne annuelle observée sur la station météorologique de Météo-France la plus proche, « Chambrecy-Civc », sur la commune de Chambrecy à 9 km à vol d'oiseau, est de 10,7 °C et le cumul annuel moyen de précipitations est de 734,0 mm. 
La température maximale relevée sur cette station est de 40,3 °C, atteinte le 25 juillet 2019 ; la température minimale est de −22,1 °C, atteinte le 17 janvier 1985,,. 
Les paramètres climatiques de la commune ont été estimés pour le milieu du siècle (2041-2070) selon différents scénarios d'émission de gaz à effet de serre à partir des nouvelles projections climatiques de référence DRIAS-2020. Ils sont consultables sur un site dédié publié par Météo-France en novembre 2022.

## Urbanisme

### Typologie
Au 1er janvier 2024, Vrigny est catégorisée commune rurale à habitat dispersé, selon la nouvelle grille communale de densité à sept niveaux définie par l'Insee en 2022.
Elle est située hors unité urbaine. Par ailleurs la commune fait partie de l'aire d'attraction de Reims, dont elle est une commune de la couronne,. Cette aire, qui regroupe 294 communes, est catégorisée dans les aires de 200 000 à moins de 700 000 habitants,.

### Occupation des sols
L'occupation des sols de la commune, telle qu'elle ressort de la base de données européenne d’occupation biophysique des sols Corine Land Cover (CLC), est marquée par l'importance des territoires agricoles (72,8 % en 2018), en diminution par rapport à 1990 (80,8 %). La répartition détaillée en 2018 est la suivante : 
terres arables (45,4 %), cultures permanentes (27,4 %), forêts (19,1 %), zones industrielles ou commerciales et réseaux de communication (8,1 %). L'évolution de l’occupation des sols de la commune et de ses infrastructures peut être observée sur les différentes représentations cartographiques du territoire : la carte de Cassini (XVIIIe siècle), la carte d'état-major (1820-1866) et les cartes ou photos aériennes de l'IGN pour la période actuelle (1950 à aujourd'hui).

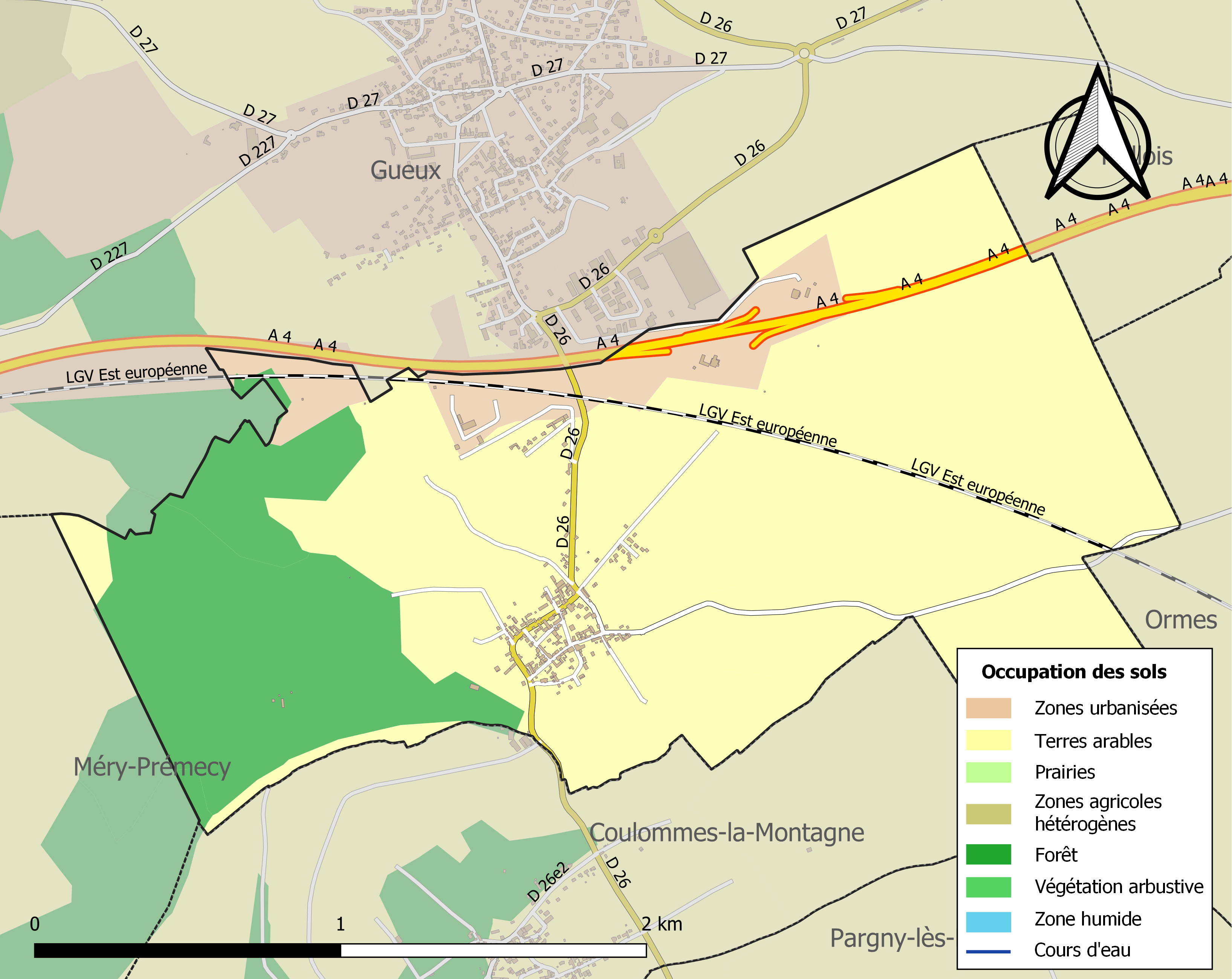
Carte des infrastructures et de l'occupation des sols de la commune en 2018 (CLC).

## Toponymie
Le nom de la localité est attesté sous les formes Viriniacus (vers 850) ; Verniacum (978) ; Verneyum, Vernyacum (1216) ; Vergneyum (1236) ; Vergneium (1255) ; Vergni (1292) ; Vergny (1303-1312) ; Vergny delez Reins (1384) ; Vergnyacum (XIVe siècle) ; Vregny (1508) ; Vrigny à la Montaigne (1522).

## Politique et administration
| Période                                  | Période                      | Identité            | Étiquette | Qualité                        |
| ---------------------------------------- | ---------------------------- | ------------------- | --------- | ------------------------------ |
| 1876                                     |                              | Promsy              |           |                                |
| Les données manquantes sont à compléter. |                              |                     |           |                                |
| 1983                                     | 2008                         | Jean Krémer         | UMP       |                                |
| 2008                                     | En cours (au 4 juillet 2014) | Jean-Marie Vieville |           | Réélu pour le mandat 2014-2020 |

## Démographie
L'évolution du nombre d'habitants est connue à travers les recensements de la population effectués dans la commune depuis 1800. Pour les communes de moins de 10 000 habitants, une enquête de recensement portant sur toute la population est réalisée tous les cinq ans, les populations de référence des années intermédiaires étant quant à elles estimées par interpolation ou extrapolation. Pour la commune, le premier recensement exhaustif entrant dans le cadre du nouveau dispositif a été réalisé en 2007.

En 2022, la commune comptait 240 habitants, en évolution de +7,62 % par rapport à 2016 (Marne : −1,19 %, France hors Mayotte : +2,11 %).
| 1800 | 1806 | 1821 | 1831 | 1836 | 1841 | 1846 | 1851 | 1856 |
| ---- | ---- | ---- | ---- | ---- | ---- | ---- | ---- | ---- |
| 269  | 227  | 283  | 289  | 276  | 291  | 300  | 262  | 254  |

| 1861 | 1866 | 1872 | 1876 | 1881 | 1886 | 1891 | 1896 | 1901 |
| ---- | ---- | ---- | ---- | ---- | ---- | ---- | ---- | ---- |
| 264  | 246  | 207  | 202  | 202  | 229  | 228  | 249  | 250  |

| 1906 | 1911 | 1921 | 1926 | 1931 | 1936 | 1946 | 1954 | 1962 |
| ---- | ---- | ---- | ---- | ---- | ---- | ---- | ---- | ---- |
| 244  | 228  | 191  | 211  | 230  | 197  | 199  | 180  | 187  |

| 1968 | 1975 | 1982 | 1990 | 1999 | 2006 | 2007 | 2012 | 2017 |
| ---- | ---- | ---- | ---- | ---- | ---- | ---- | ---- | ---- |
| 167  | 350  | 196  | 201  | 210  | 216  | 218  | 197  | 232  |

| 2022 | - | - | - | - | - | - | - | - |
| ---- | - | - | - | - | - | - | - | - |
| 240  | - | - | - | - | - | - | - | - |

## Économie
La commune de Vrigny est située dans la zone de production de l'AOC champagne (1er cru), au sein du vignoble de la Montagne de Reims. On y trouve la coopérative vinicole de Coulommes-Vrigny.

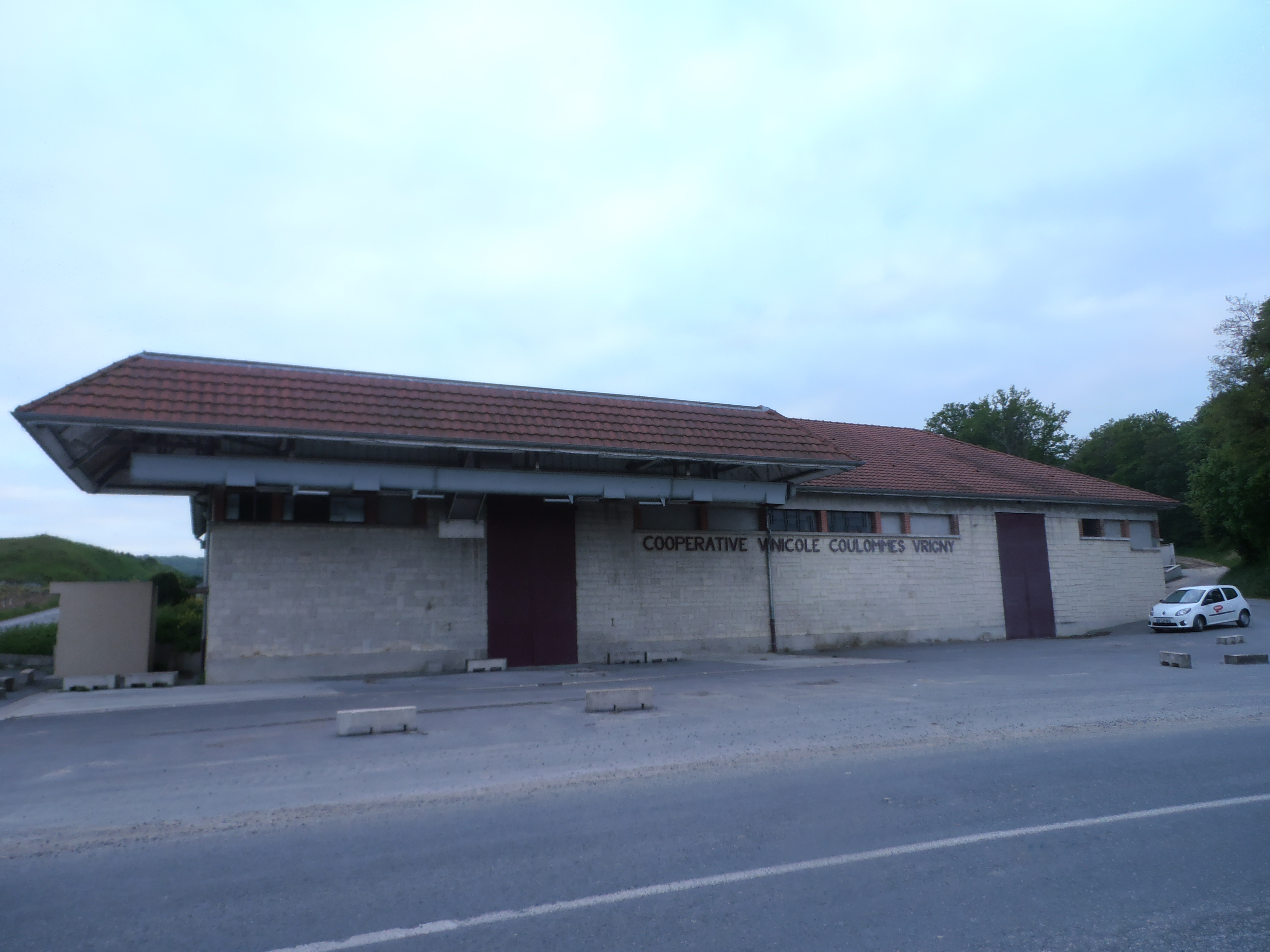
Extérieur de la coopérative.
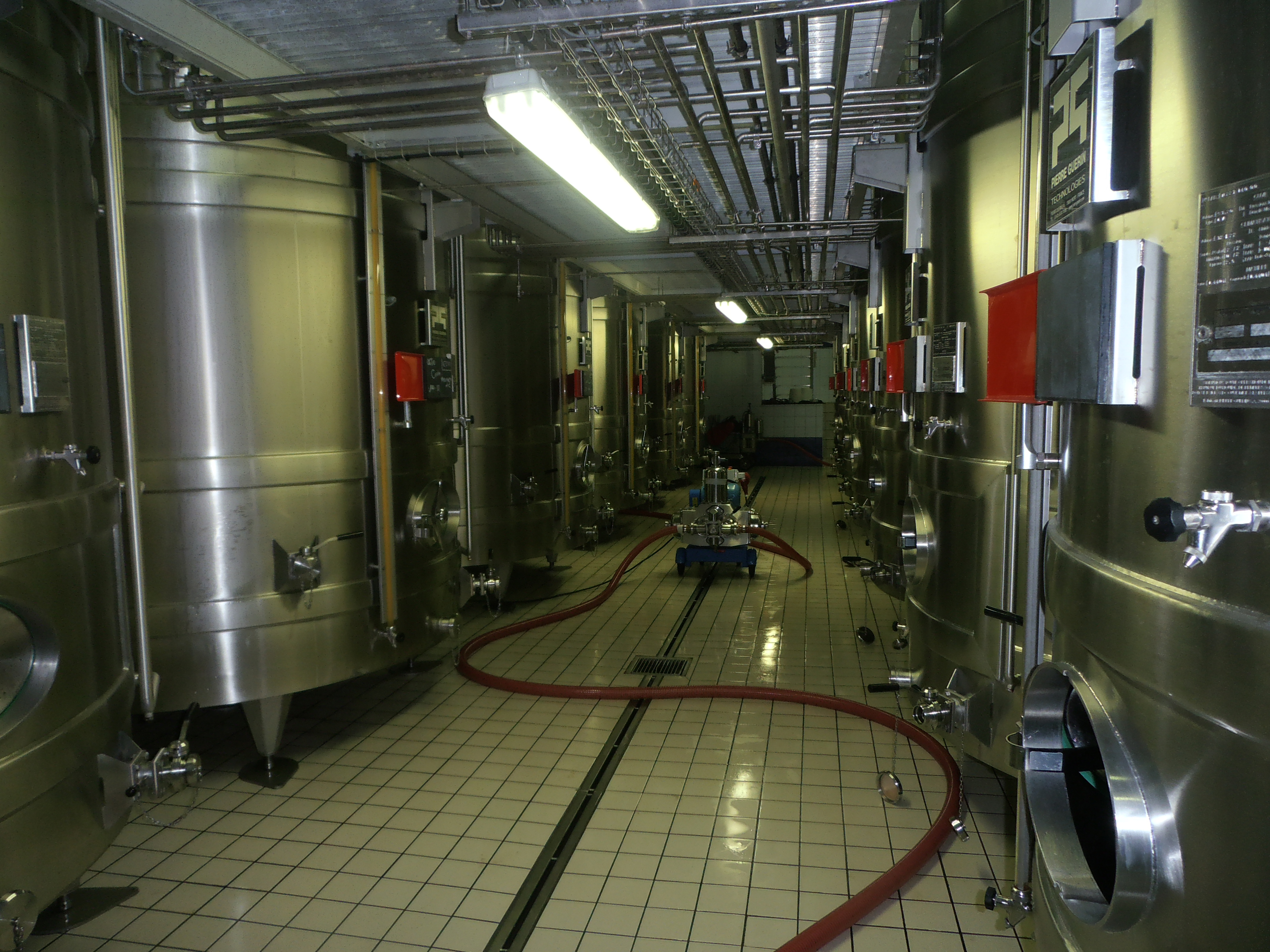
Sa cuverie.
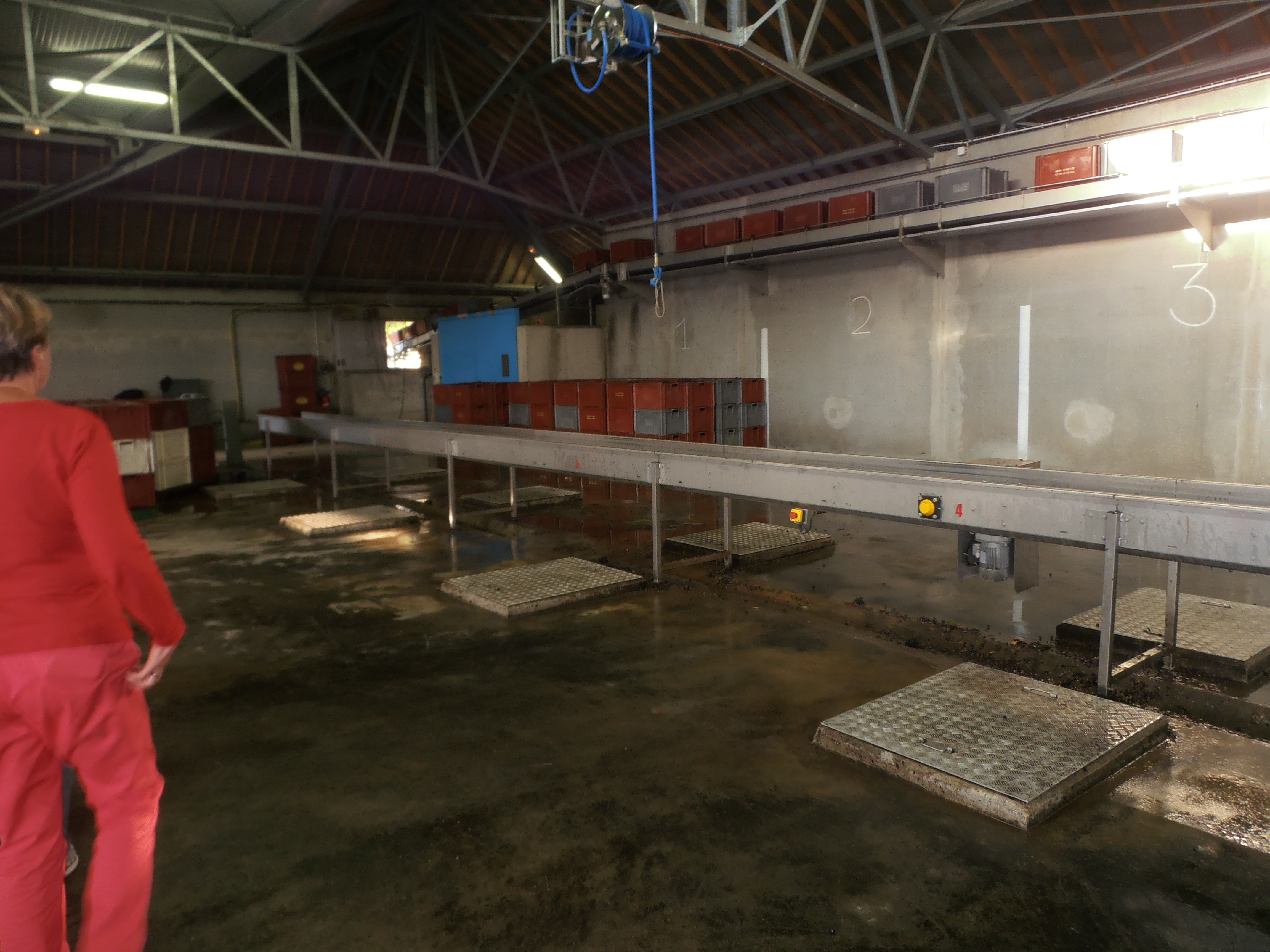
Pendant les vendanges.

## Culture et patrimoine

### Lieux et monuments
- L'église Saint-Vincent. Dans l'église, se trouvait la dalle funéraire d'Espérance Billet datant de la fin du XVIIe siècle, classée monument historique comme objet[24], déclassée le 9 avril 1942, disparue pendant la grande guerre.
- L'antenne de Vrigny.
- Le lavoir, entièrement rénové.
- Une bouteille de champagne en inox est installée à l'entrée de la commune.

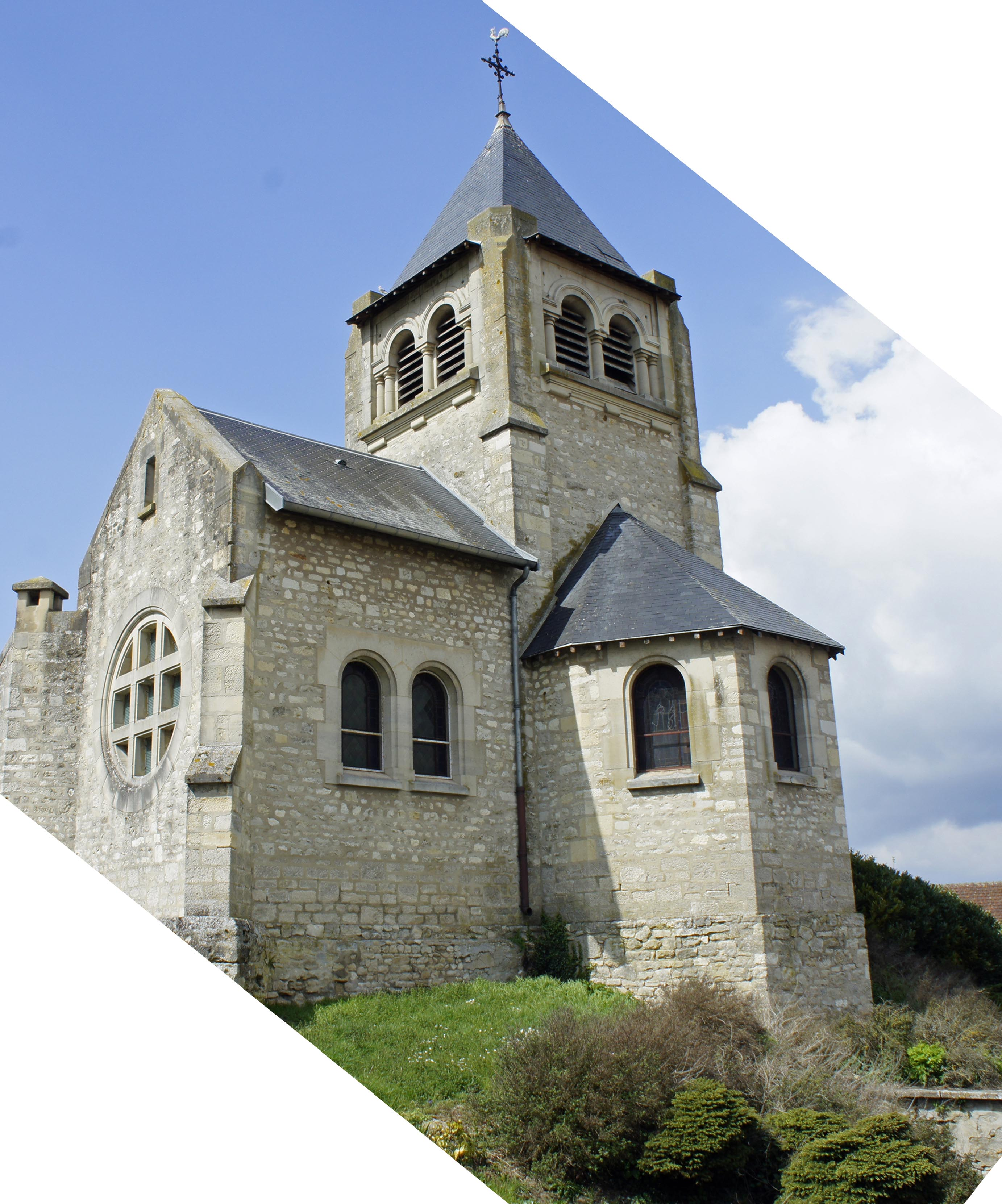
L'église.
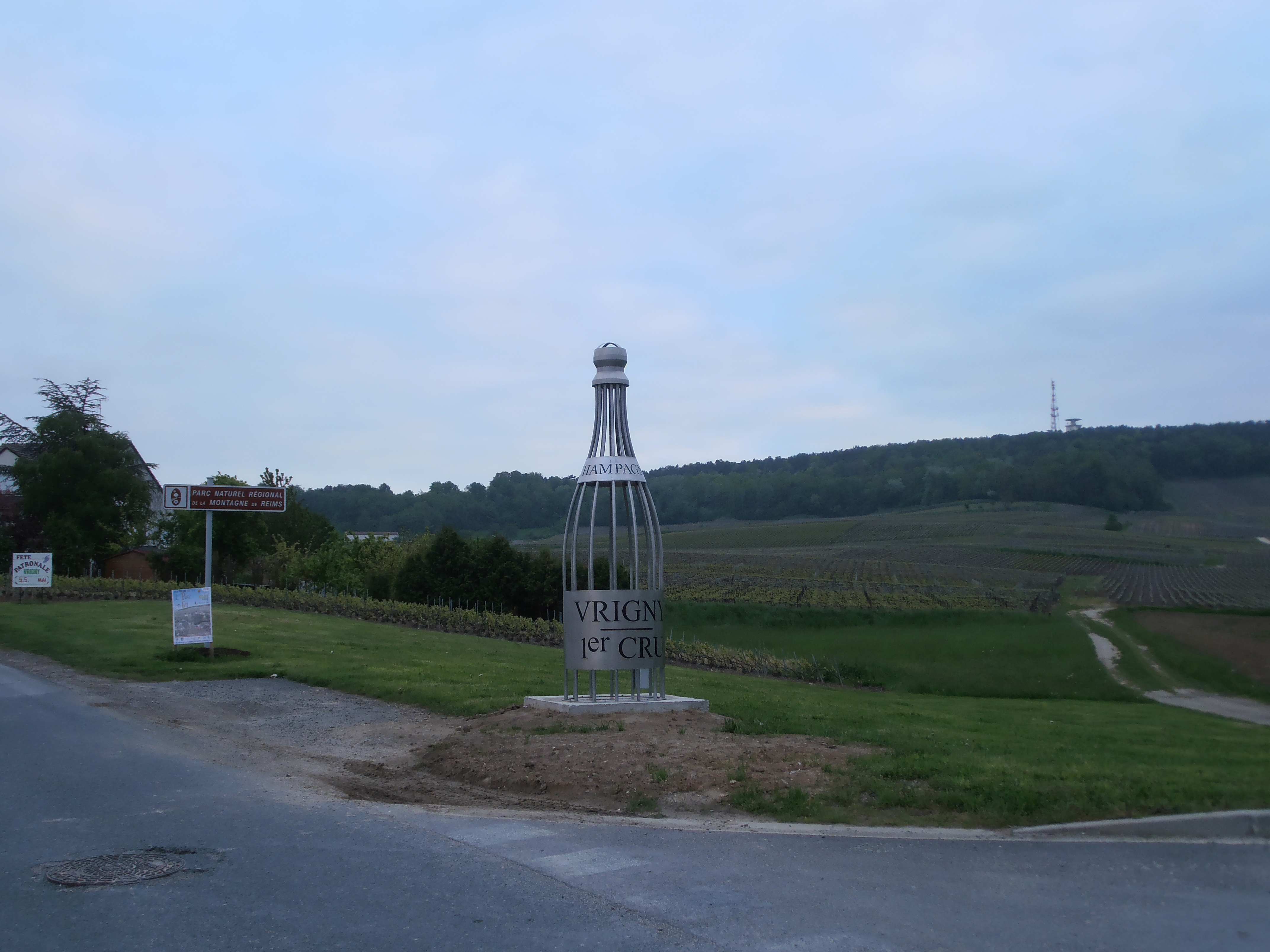
La bouteille de champagne.
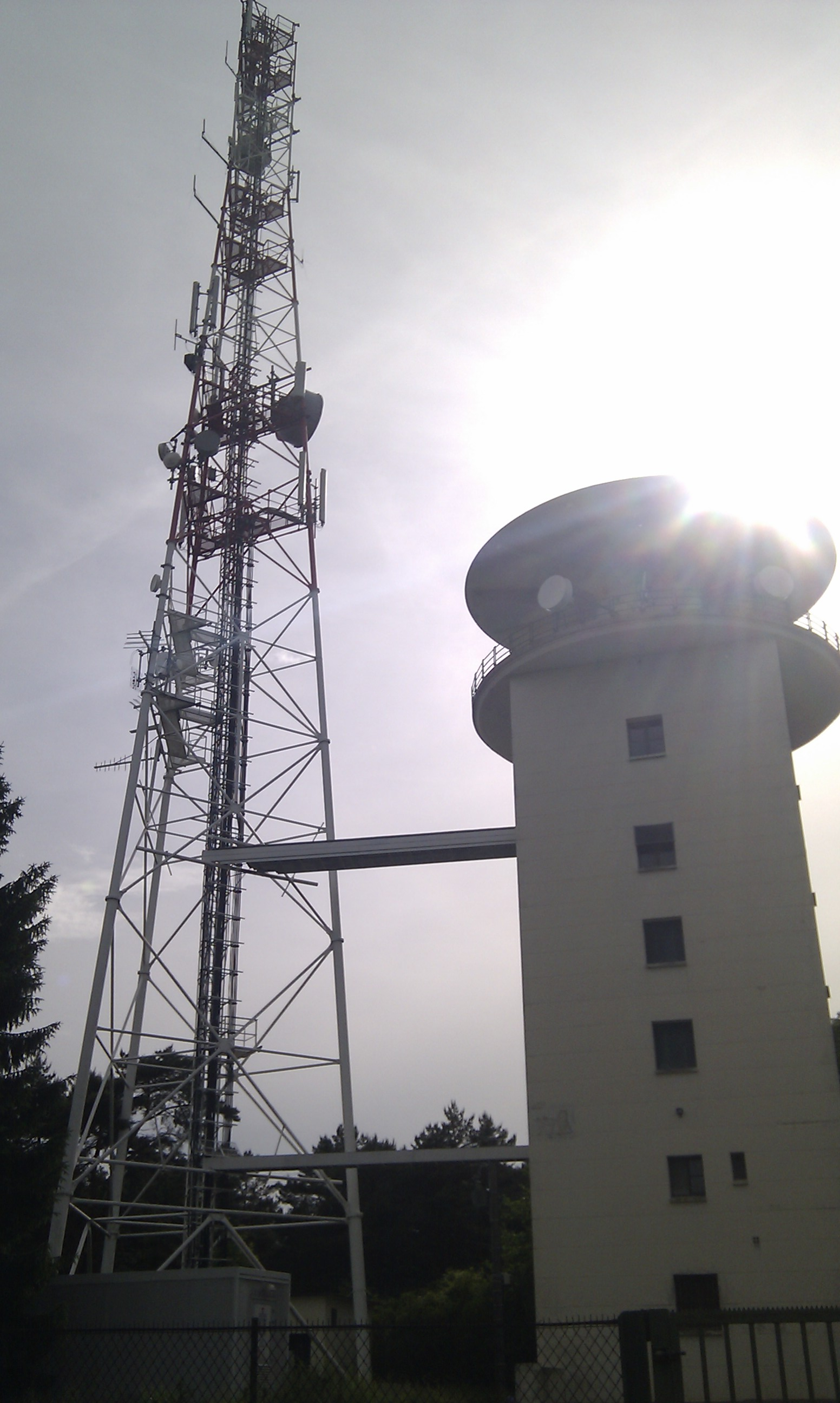
L'antenne.
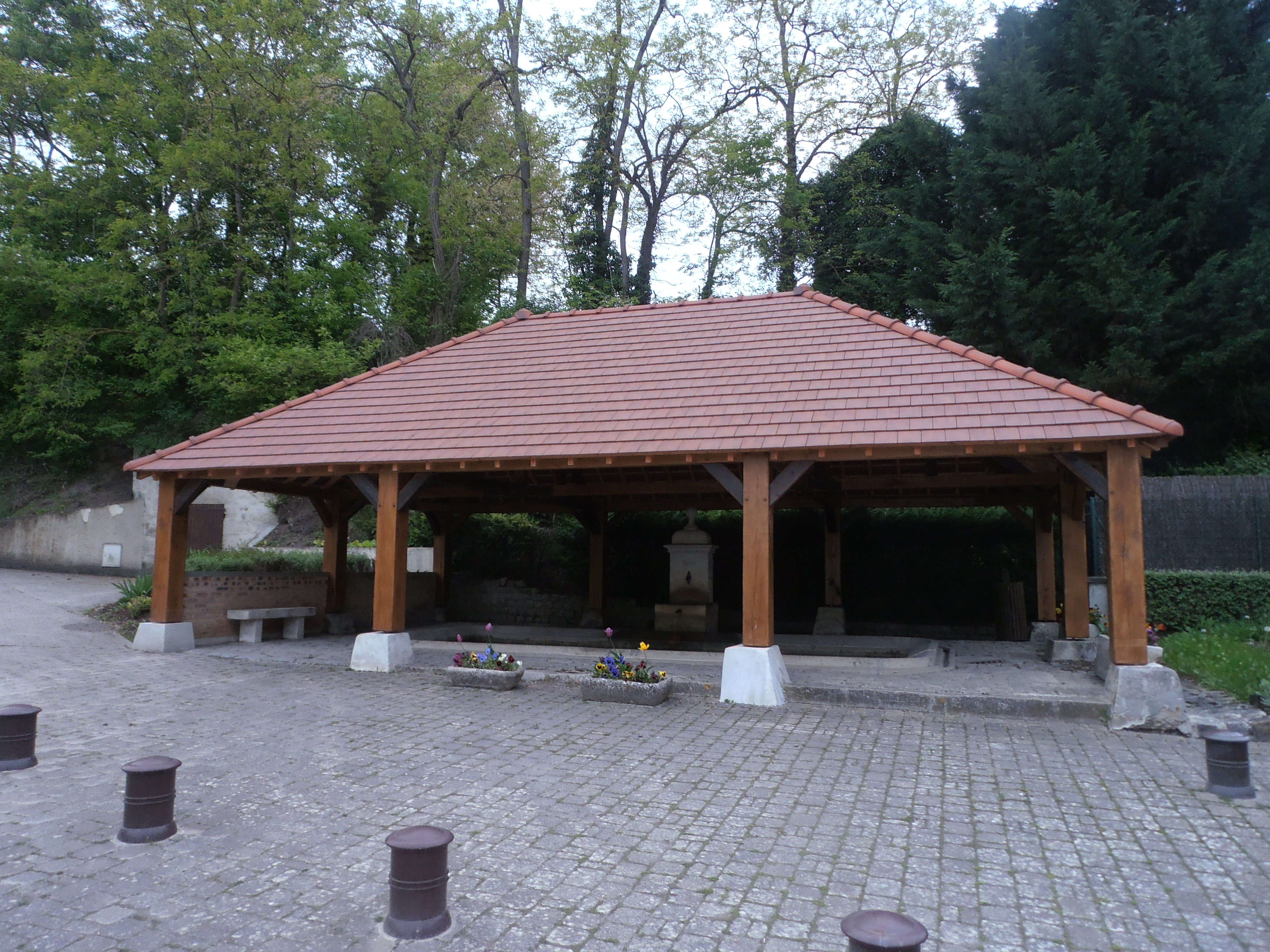
Le lavoir.
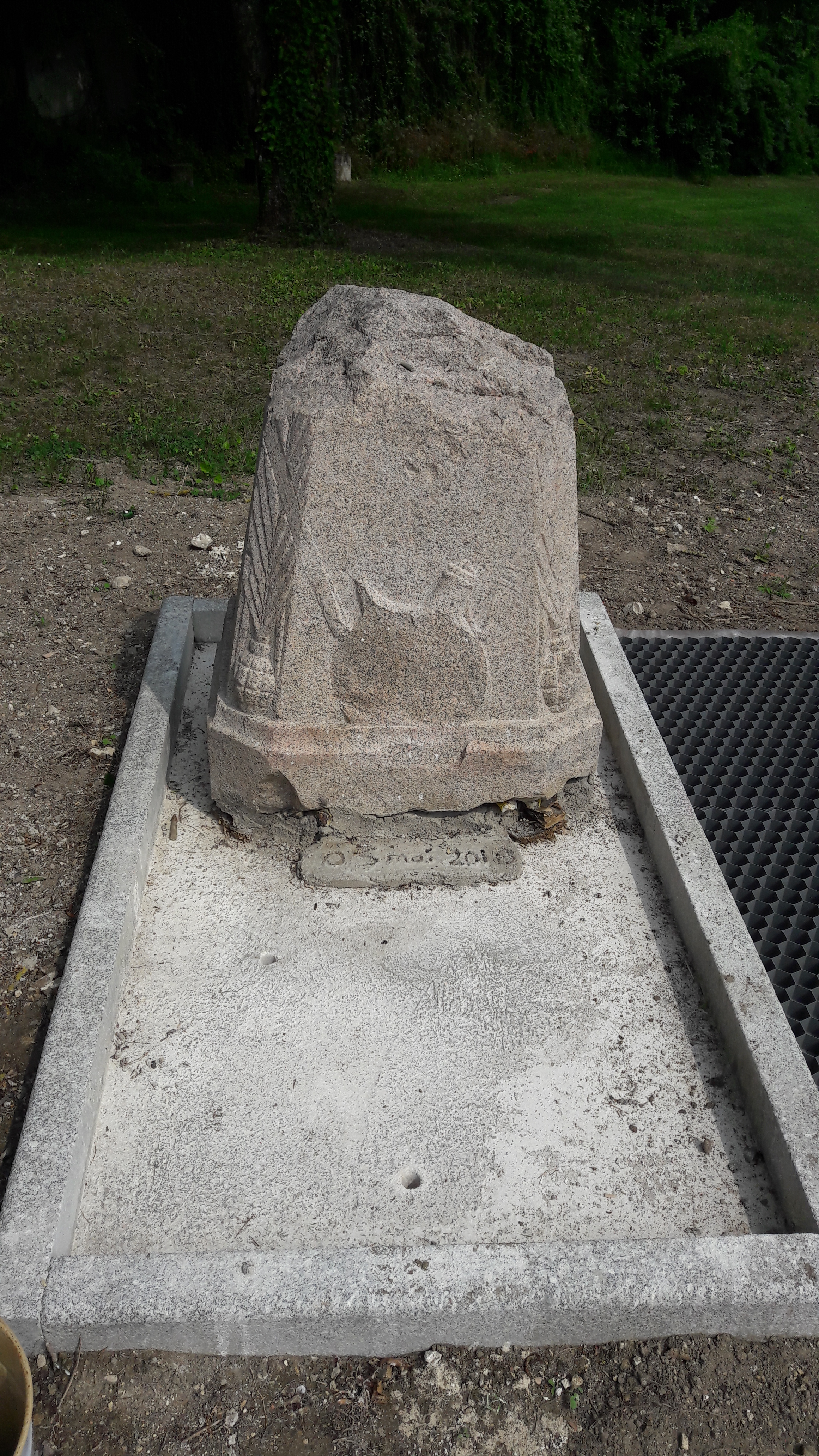
La borne Vauthier.

Ici la borne Vauthier de la guerre 14-18 cassée en partie supérieure par les Allemands car il y avait l'inscription « ici fut repoussé l'envahisseur allemand ».
Cette borne sera redescendue au niveau de l'entrée de la commune de Vrigny et inaugurée le 30 juin 2018 avec une plaque commémorative expliquant le sort de celle-ci.

### Personnalités liées à la commune
- Lili des Bellons, né Baptistin Joseph David Magnan le 18 avril 1898 à Allauch, qui accompagne Marcel Pagnol enfant dans La Gloire de mon père, soldat du 43e Régiment d'Infanterie Coloniale, est mort pour la France à Vrigny le 23 juillet 1918.